# Hôpital universitaire de l'Est de Riga
L'Hôpital universitaire de l'Est de Riga (en letton : Rīgas Austrumu klīniskā universitātes slimnīca, sigle RAKUS) est un hôpital universitaire à Rīga en Lettonie.

## Présentation
L'hôpital universitaire  est un établissement médical multiprofessionnel de niveau V  fondé en 2007, qui fournit des diagnostics et des traitements aux patients, mène des travaux de recherche scientifique et développe des innovations. assure la formation de nouveaux spécialistes et met en œuvre des mesures d’éducation du public et de promotion de la santé. 
RAKUS est une entreprise publique dont le capital est détenu par le ministère de la Santé de Lettonie (lv).
L'hôpital universitaire clinique de l'Est de Riga a été créé en 2007 par la fusion de plusieurs institutions médicales qui fonctionnaient auparavant indépendamment les unes des autres. RAKUS est le plus grand établissement de soins de santé d'urgence multiprofessionnel qui fournit une assistance médicale dans toutes les spécialités les plus importantes et propose un examen complet du patient. Le travail éducatif se poursuit à l'hôpital, renforçant la coopération avec l'Université de Lettonie et l'Université Riga Stradins, créant ainsi RAKUS également comme centre scientifique.

## Unités hospitalières
En 2024, l'hôpital comprend cinq unités hospitalières :
- Hôpital Gaiļezers, Hipokrāta 2
- Centre letton d'oncologie, Riga, rue Hipokrāta 4
- Biķernieki (lv), Lielvārdes iela 68
- Centre d'infectiologie, Riga, rue Linezera 3[1]
- Centre de tuberculose et de maladies pulmonaires (lv), quartier Stopiņu[2]
- Centre de pathologie, Hipokrāta iela 2 k-5

## Histoire
L'hôpital universitaire clinique de l'Est de Riga considère que son prédécesseur direct est le 7ème hôpital clinique de Riga l'hôpital Gaiļezers, fondé le 2 mars 1979. 
Le premier directeur de l'hôpital était Jānis Prombergs. La première phase de l'hôpital a été conçue pour 520 patients, et le la deuxième phase pour 480 patients était conçue non seulement comme une institution médicale, mais aussi comme une base scientifique et de formation pour les futurs travailleurs médicaux. 
De nombreuses méthodes d'investigation et de traitement ont commencé leur vie à "Gaiļezer". Le centre d'information sur les médicaments et les intoxications, le centre de soins endocriniens de la ville de Riga, la clinique du pied diabétique, l'unité d'AVC... ont été les premiers à être créés en République de Lettonie.

### Création de RAKUS
En 2005, la société nationale Rīgas Austrumu slimnīca (Hôpital Est de Riga) a été créée en combinant lhôpital Linezers avec l’hôpital Biķernieki (lv) et le centre letton d'oncologie.
En 2007, le centre de diagnostic et le centre de pathologie ont été intégrés à l'hôpital Est de Riga, à l'instar de la clinique Paula Stradins et de la clinique pédiatrique intégrés à l'hôpital universitaire de l'Est de Riga.
En 2008, RAKUS a également ajouté l'hôpital Gaiļezers qui appartenait à la municipalité de Riga.
En 2012, RAKUS a repris les fonctions liées au traitement des maladies infectieuses du centre letton des maladies infectieuses.

### Rénovations
En 2019 et 2020, a eu lieu la rénovation du 1er bâtiment Gaiļezers.
En 2023, la construction du bâtiment de la pharmacie et du bloc des infections s'est poursuivie, et d'ici 2027, il était prévu de construire l'hôpital de jour de chimiothérapie. 
Après la construction du nouveau bâtiment hospitalier, les patients hospitalisés du centre de tuberculose et de maladies pulmonaires (lv) et du centre d'infectiologie seront transférés dans ce futur bâtiment hospitalier construit rue Hipokrāta iela.

## Galerie

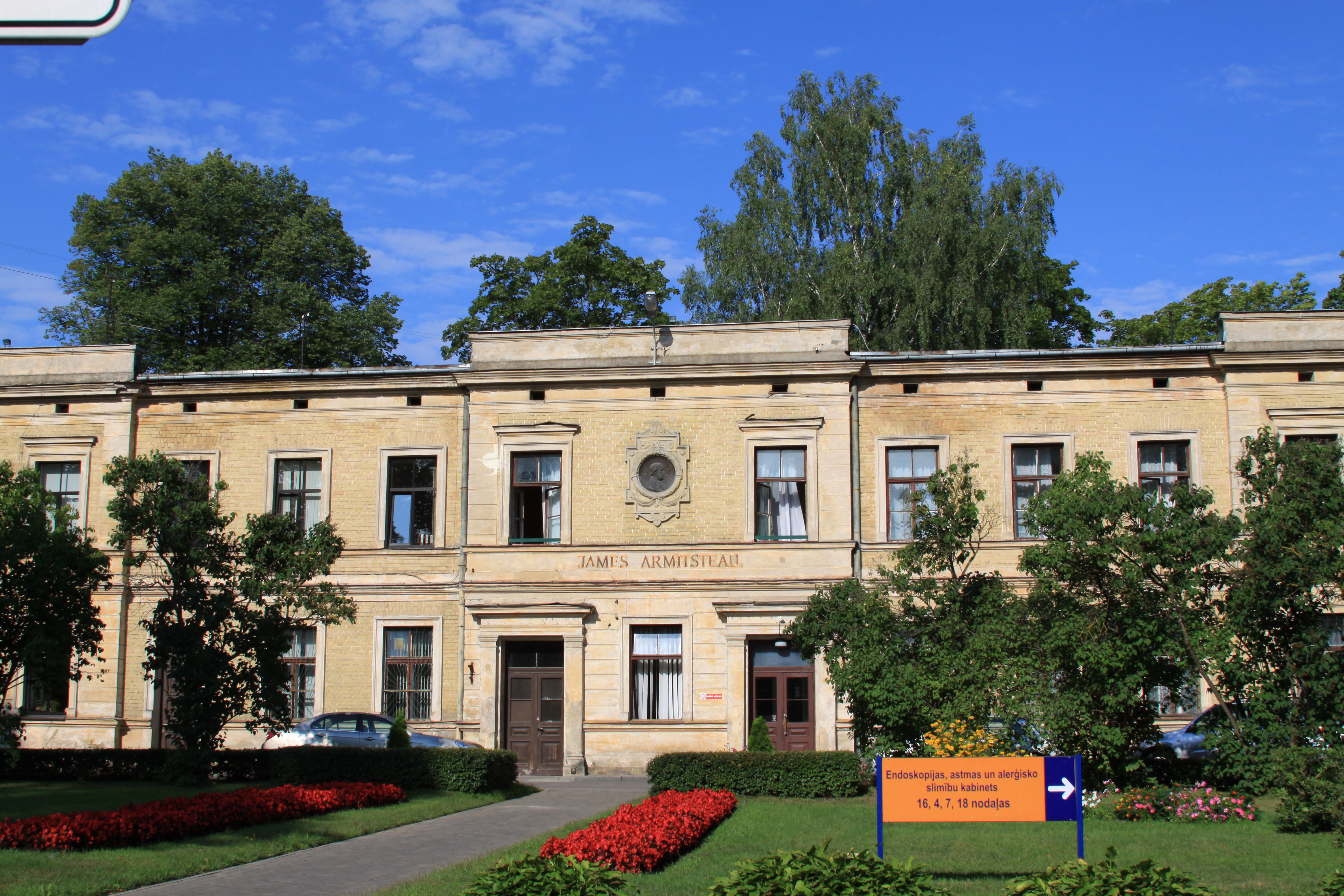
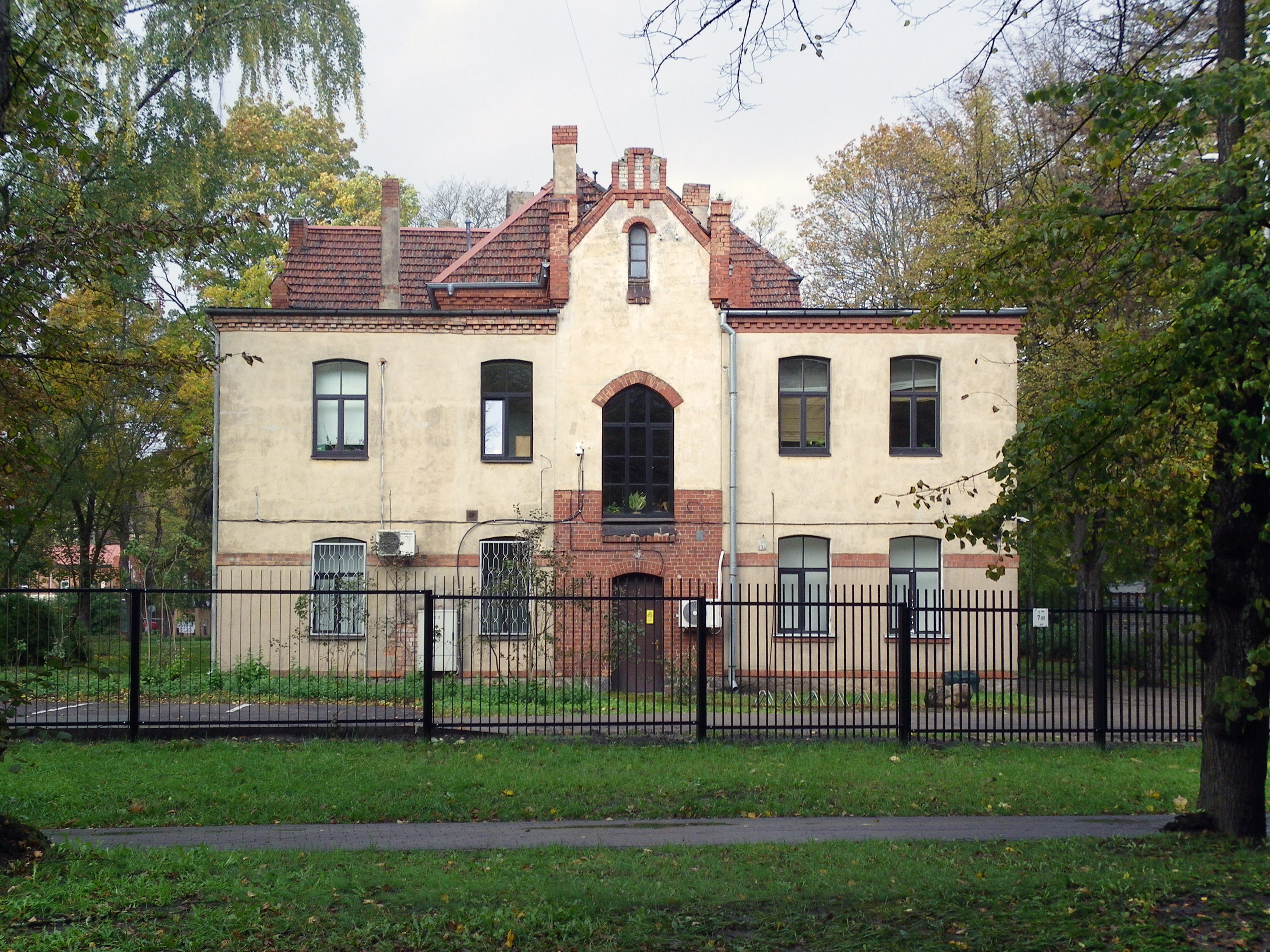
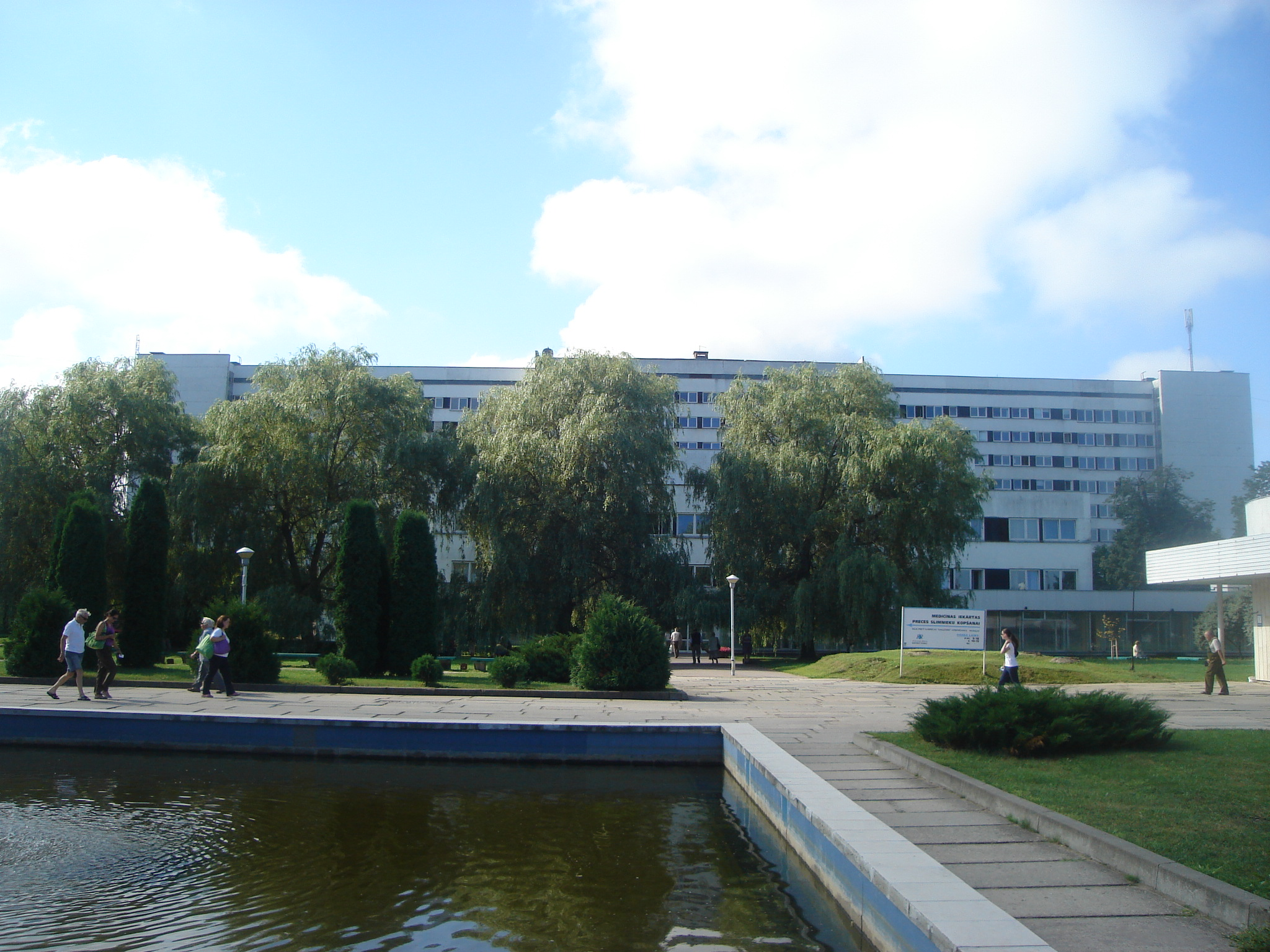